# Gliesmarode
Gliesmarode ist ein Stadtteil im Osten Braunschweigs.

## Geschichte
Gliesmarode liegt direkt auf der historischen Grenzlinie, die das herzoglich-braunschweigische vom Gebiet der Stadt Braunschweig trennte. So litt der Ort durch seine Lage unter den Streitigkeiten zwischen den Herzögen und der Stadt. Der im Jahre 1406 errichtete Gliesmaroder Turm war ein standhafter Wehrturm im Ring der vorgelagerten Verteidigungsanlagen der Stadt, die als Braunschweiger Landwehr bezeichnet werden.
Mit der Magniurkunde fand auch Gliesmarode 1031 seine erste urkundliche Erwähnung. Abgeleitet vom Personennamen Glismoth (glisian = glänzen, mod = Mut, roth = roden) entsteht der Ortsname Glismoderoth. Im Laufe der Jahrhunderte wird er häufig abgewandelt. Mundartlich, also plattdeutsch, sagte man noch zu Beginn des 20. Jahrhunderts Glissenroe. In Gliesmarode hat die Polizeidirektion Braunschweig ihren Hauptsitz.
Heute liegt Gliesmarode im Stadtbezirk Wabe-Schunter-Beberbach.

## Geographie
Durch Gliesmarode fließt der Bach Wabe mit seiner Bachabzweigung Mittelriede.
Im Norden grenzt Gliesmarode an Querum, im Osten an Volkmarode, im Süden an Riddagshausen und im Westen an das Östliche Ringgebiet.

### Klima
Gliesmarode liegt innerhalb der gemäßigten Breiten im Übergangsbereich zwischen ozeanisch und kontinental geprägten Gebieten.

## Verkehr
Durch Gliesmarode führt die B 248 als Ost-West-Verbindung, auf der auch die Straßenbahnstrecke verläuft. Von Norden nach Süden sind es die L 625 und die L 293. An der Westgrenze verläuft die Bahnstrecke Braunschweig–Wieren mit dem Bahnhof Gliesmarode.

## Persönlichkeiten des Ortes
- Rudolf Claus (1893–1935), Widerstandskämpfer gegen den Nationalsozialismus
- Manfred Reese (1931–2017), Politiker (SPD)
- Georg Heise (1900–1989), Gliesmaroder Lokalmaler

## Wappen
Das Wappen ist in Anlehnung an die Grenzlage des Ortes mittig, von oben nach unten, durch eine Wellenlinie in die Farben Rot und Weiß (in der Heraldik Silber) geteilt. Es zeigt einen Steinernen Rundturm mit drei Zinnen, der ebenfalls geteilt ist, jedoch sind die Farben hier getauscht. Die Wellenlinie symbolisiert die Nähe des Ortes zum Wasser, da hier sowohl die Wabe als auch die Mittelriede parallel verlaufen. Die Farben Rot und Weiß sind zum einen die Stadtfarben Braunschweigs, zum anderen wird durch sie der jahrhundertelang andauernde Bezug zum Kloster Riddagshausen symbolisiert. Das Zisterzienserkloster besaß vom 12. bis zum 18. Jahrhundert die Grundrechte an dem Ort. Das Wappen wurde am 16. Oktober 1980 durch eine Bürgerversammlung bestätigt. Entworfen wurde es von Arnold Rabbow.